# Птолемаида (дъщеря на Птолемей I Сотер)
Вижте пояснителната страница за други личности с името Птолемаида.
Птолемаида (на старогръцки: Πτολεμαίς) е принцеса от Птолемеите, дъщеря на Птолемей I, цар на Египет, и на Евридика, дъщеря на Антипатър, регентът на Древна Македония.
През 298/297 г. пр. Хр. баща ѝ я сгодява за Деметрий Полиоркет, син на Антигон I Монофталм и Стратоника. Той живее полигам и неговата първа съпруга е нейната леля по майчина линия Фила. През 287 г. пр. Хр. майка ѝ я завежда в Милет. Тя вижда за първи път Деметрий и двамата се женят. След няколко дена той тръгва на военен поход за Мала Азия, при който е пленен от Селевк I, и умира там след няколко години.
От късия брак двамата имат един син Деметрий Красивия († 249/248 г. пр. Хр.), който става цар на Кирена и има син Антигон Досон.